# Rosmossa
Rosmossa (Rhodobryum roseum) är en mossa som växer i lövskogar och blandskogar. Det är Närkes landskapsmossa.